# Обломов (роман)
«Обло́мов» — роман, написанный русским писателем Иваном Александровичем Гончаровым в период с 1847 по 1859 год. Впервые был опубликован в 1859 году.
Роман входит в трилогию вместе с произведениями «Обыкновенная история» и «Обрыв», являясь её второй частью.

## История создания
Роман был задуман в 1847 году и писался в течение 12 лет.
В 1848 году в альманахе «Литературный сборник с иллюстрациями» при «Современнике» была опубликована как самостоятельное произведение глава «Сон Обломова», которую сам автор назвал «увертюрой всего романа». Автор задаётся вопросом: что же такое «обломовщина» — «золотой век» или гибель, застой? В «Сне…» преобладают мотивы статичности и неподвижности, застоя, но при этом чувствуется и симпатия автора, и добродушный юмор, а не только сатирическое отрицание.
Работа над романом шла медленно, в конце 1840-х годов Гончаров писал издателю Андрею Краевскому:

«Прочитавши внимательно написанное, я увидел, что всё это до крайности пошло, что я не так взялся за предмет, что одно надо изменить, другое выпустить <…> У меня вещь вырабатывается в голове медленно и тяжело».

Как позднее утверждал Гончаров, в 1849 году готов был план романа «Обломов» и закончен черновой вариант первой его части. «Вскоре, — писал Гончаров, — после напечатания в 1847 году в „Современнике“ „Обыкновенной истории“ — у меня уже в уме был готов план „Обломова“». Летом 1849 года Гончаров совершил поездку на родину, в Симбирск, быт которого сохранял отпечаток патриархальной старины. В этом небольшом городке писатель увидел немало примеров того «сна», которым спали обитатели вымышленной им Обломовки.
Работа над романом была прервана в связи с кругосветным путешествием Гончарова на фрегате «Паллада». Лишь летом 1857 года, после выхода из печати путевых очерков «Фрегат „Паллада“», Гончаров продолжил работу над «Обломовым». Тогда он уехал на курорт Мариенбад, где в течение нескольких недель закончил три части романа. В августе того же года Гончаров начал работать и над последней, четвёртой частью, заключительные главы которой были написаны в 1858 году.
Однако, готовя роман к печати, Гончаров в 1858 году заново переписал «Обломова», дополнив его новыми сценами, и произвёл некоторые сокращения. Завершив работу над романом, Гончаров сказал: «Я писал свою жизнь и то, что к ней прирастало».
Полностью роман был опубликован в 1859 году в первых четырёх номерах журнала «Отечественные записки» и был встречен как важнейшее общественное событие, став предметом обсуждения среди критиков и писателей.
Гончаров признавался, что на замысле «Обломова» сказалось влияние идей Белинского. Важнейшим обстоятельством, повлиявшим на замысел произведения, считается выступление Белинского по поводу первого романа Гончарова — «Обыкновенная история». В образе Обломова присутствуют также автобиографические черты: по собственному признанию, Гончаров и сам был сибаритом — любил безмятежный покой, рождающий творчество.
В газете «Правда» в статье, посвящённой 125-летней годовщине со дня рождения Гончарова, писалось: «„Обломов“ появился в эпоху общественного возбуждения, за несколько лет до крестьянской реформы, и был воспринят как призыв к борьбе против косности и застоя».

## Сюжет
Роман рассказывает о жизни помещика Ильи Ильича Обломова, который вместе со своим верным слугой Захаром живёт в Петербурге, на Гороховой улице. Илья Ильич редко поднимается с дивана. Он не занимается никакой деятельностью, не выходит в свет; лишь предаётся мыслям о том, как надо жить, и мечтам об уютной безмятежной жизни в родном имении Обломовка. Никакие беды (упадок хозяйства, угрозы выселения из квартиры) не могут сдвинуть его с места.
Его друг детства, Андрей Штольц из обрусевших немцев, полная противоположность вялому мечтательному Илье, заставляет героя на какое-то время очнуться и окунуться в жизнь. Обломов влюбляется в талантливую и прогрессивно мыслящую Ольгу Ильинскую и впоследствии, после долгих раздумий и отступлений, делает ей предложение.
Однако, поддавшись интригам подлого Тарантьева, Обломов переезжает в нанятую ему квартиру на Выборгскую сторону (в то время дальняя сельская окраина города), попадая в дом Агафьи Матвеевны Пшеницыной. Постепенно всё хозяйство Ильи Ильича переходит в руки Пшеницыной, а сам он окончательно угасает в бездеятельности и безволии. По Петербургу ходят слухи о скорой свадьбе Обломова и Ильинской, но, узнав об этом, сам Илья Ильич ужасается: по его мнению, ничего ещё не решено. Ильинская приходит к нему в дом и убеждается, что ничто уже не пробудит Обломова от медленного погружения в окончательный «сон», и их отношения прекращаются. В то же время дела Обломова прибирает к рукам брат Пшеницыной, Иван Мухояров (в отличие от сестры, человек бесчестный и жестокий), который запутывает Илью Ильича в своих махинациях. В расстроенных чувствах Илья Ильич заболевает горячкой. От того, чтобы ему не стать полностью обобранной жертвой мошенничества, его спасает Штольц.
Через год Пшеницына влюбляется в Илью Ильича, впоследствии у них появляется сын Андрей, названный в честь Штольца. В то же время Ильинская, разочаровавшаяся в первой любви, выходит замуж за Штольца, который спустя некоторое время посещает Обломова. Больной и рано разбитый инсультом из-за малоподвижного образа жизни, предчувствуя скорую смерть, Илья Ильич просит своего друга не оставлять его сына. Через два года Обломов тихо и незаметно умирает во сне. Его сына выпросили на воспитание Андрей и Ольга Штольц (бывшая Ильинская); Пшеницына сосредоточила все свои чувства на сыне, а верный слуга Захар — старик, переживший своего молодого хозяина, — с горя запил и начал просить милостыню.

## Действующие лица и некоторые цитаты

### Главные герои
- Илья Ильич Обломов — помещик, дворянин, живущий в Петербурге. Ведёт ленивый образ жизни, ничем не занимаясь, кроме размышлений и мечтаний в постели и поедания жирной пищи, поэтому, будучи ещё довольно молодым человеком (30—33 года), имеет тучное, заплывшее тело. Несмотря на это, Обломов далеко не глуп: он получил хорошее образование европейского уровня, читал сочинения философов и современных поэтов (хотя ко времени действия романа уже потерял интерес к чтению). Главные достоинства Обломова отмечают другие персонажи. Например, друг героя, Андрей Штольц, говорит:

«Ни одной фальшивой ноты не издало его сердце, не пристало к нему грязи. Не обольстит его никакая нарядная ложь, и ничто не совлечёт на фальшивый путь; пусть волнуется около него целый океан дряни, зла, пусть весь мир отравится ядом и пойдёт навыворот — никогда Обломов не поклонится идолу лжи, в душе его всегда будет чисто, светло, честно… Это хрустальная, прозрачная душа; таких людей мало; они редки; это перлы в толпе! Его сердца не подкупишь ничем; на него всюду и везде можно положиться. Многих людей я знал с высокими качествами, но никогда не встречал сердца чище, светлее и проще; многих любил я, но никого так прочно и горячо, как Обломова. Узнав раз, его разлюбить нельзя».
Несмотря на внешние недостатки, нерешительность и некоторую неуклюжесть, Обломов — любимец женщин. Сначала в него влюбляется Ольга Ильинская, а затем — Агафья Матвеевна Пшеницына. Хотя и кажется, что Обломов неспособен ни на какие решительные действия, он даёт пощёчину приятелю Тарантьеву, когда тот оскорбляет достоинство Ольги. По мнению ряда критиков, Обломов — жертва феодальной эпохи; яркий образец крепостничества, неспособный к действию как представитель теряющего силы дворянства. В детстве о герое заботятся крепостные крестьяне, поэтому в 30 лет он уже не может сам надеть на себя чулки. Он беспомощен, прежде всего, как помещик, который не знает своё собственное хозяйство и надеется на умения третьих лиц (приказчиков, поверенных). 
- «Жизнь есть поэзия».
- «Трогает жизнь, везде достаёт».
- «Кого не любишь, кто не хорош, с тем не обмакнёшь хлеба в солонку».
- «Человека, человека давайте мне!».
- «Всё знаю, всё понимаю — но силы и воли нет».
- «Трудно быть умным и искренним в одно время, особенно в чувстве».
- «Протяните руку падшему человеку, чтоб поднять его, или горько плачьте над ним, если он гибнет, а не глумитесь. Любите его, помните в нём самого себя и обращайтесь с ним, как с собой».

- Захар Трофимович — слуга Обломова, верный ему с детства. Неуклюжий, ворует по мелочам, но невероятно предан своему барину. Воспитан в старых патриархальных традициях. Замахивается кулаком на свою жену Анисью, считая себя умнее её, хотя Анисья доказывает обратное.
- Андрей Иванович Штольц — друг детства Обломова, наиболее близкий ему человек. Наполовину немец, практичный и деятельный. Практичность Штольца настолько велика, что он просчитывает каждое своё действие, но в то же время он добр, благороден и честен, хорошо знает человеческое сердце. Эти качества привила герою его мать, русская поместная дворянка. Штольц задуман Гончаровым как совершенный герой, образец для подражания. Современники писателя считали, что образ Штольца неубедителен и отказывали ему в совершенстве. В частности, славянофилы упрекали героя за излишнюю рациональность. Фамилия Штольц (нем. Stolz) в переводе означает «гордость».

- «Труд — образ, содержание, стихия и цель жизни. По крайней мере, моей».
- «Сама жизнь и труд есть цель жизни, а не женщина».
- «Человек создан сам устраивать себя и даже менять свою природу».

- Михей Андреевич Тарантьев — знакомый Обломова, грубый и хитрый. Разрабатывает мошенническую схему, в которую втягивает наивного Обломова вместе со своим сообщником — братом Агафьи Пшеницыной — чиновником Мухояровым. Однако Штольц срывает их планы, после чего Обломов ссорится с Тарантьевым, и больше они не встречаются.
- Ольга Сергеевна Ильинская — дворянка; возлюбленная Обломова, затем жена Штольца. По замыслу Гончарова, совершенная героиня, которая гармонично совмещает в себе «ум» и «сердце». Обломова она любит за чистую, благородную душу; в Штольце же ценит, прежде всего, его решительность, трудолюбие. Ольга — сирота, до замужества живущая на попечении у тётки. Признаваясь Штольцу, что доверяет ему «безгранично, как матери», отмечает высокую роль, которую он играет в её жизни. С образом Ольги связана проблема права женщины на вторую любовь. Расставшись с Обломовым, Ольга верит, что больше любить не будет потому, что это было бы безнравственно: «Любят только однажды». Однако Штольц уверяет её, что любовь к Обломову была ошибкой, приготовлением к настоящей любви, то есть к союзу с ним, Штольцем. Не все критики соглашаются с позицией героя, утверждая, что Ольга была предназначена именно Обломову. На это указывает её фамилия  — Ильинская, которая дублирует имя и отчество Обломова. После свадьбы со Штольцем Ольга меняет фамилию на Штольц.
- Анисья — кухарка Обломова. Анисья — хорошая хозяйка, трудолюбивая, проворная женщина; довольно неглупа. Она выходит замуж за слугу Обломова Захара, но спустя несколько лет умирает от холеры. Находит родственную душу в Агафье Пшеницыной; вместе они занимаются хозяйством.
- Агафья Матвеевна Пшеницына (фамилия досталась от первого мужа) — вдова, хозяйка квартиры, в которую переехал жить Обломов. Впоследствии становится женой Ильи Ильича. Необразованная, но хозяйственная и добрая женщина. Пшеницына закладывает жемчуг, полученный ею в приданое, чтобы заботиться об Обломове — вкусно кормить и поить его. Пшеницына — своеобразный антипод Ольги; если образ последней раскрывается через её душевные качества, то Пшеницына «высказывается» через телесность: Обломов заглядывается на её голые локти и полные белые ноги. Пшеницына рожает Обломову сына Андрюшу, которого после смерти Обломова отдаёт на воспитание Ольге и Штольцу. Этот поступок говорит многое о её социальной психологии: Андрюша, как и его почивший отец, — барин, дворянин; ему не пристало жить в бедном чиновничьем доме, не иметь возможности пользоваться своими дворянскими правами и привилегиями.
- Иван Матвеевич Мухояров — брат Пшеницыной, чиновник. Типичный «винтик» бюрократической машины: подлый и безнравственный человек, пускающийся в аферу, чтобы красть деньги у сестры и Обломова. В этом деле ему помогает Тарантьев. После вмешательства Штольца теряет своё место, пытается заниматься коммерцией, но разоряется. В конце концов, ухитряется возвратиться на старое место.

### Герои второго плана
- Волков — гость в квартире Обломова. Живёт светской жизнью.
- Судьбинский — гость. Чиновник, начальник отделения. Противоположность Обломова.
- Пенкин — гость. Писатель и публицист.
- Иван Алексеевич Алексеев — гость в квартире Oбломова, «безликий намёк на людскую массу». Точно неизвестно, какова его настоящая фамилия: кроме Алексеева, его называют, например, Андреевым, Ивановым, Васильевым.
- Марья Михайловна — тётка Ольги Ильинской.
- Сонечка — подруга Ольги Ильинской.
- Барон фон Лангваген — друг Ильинских.
- Андрей Ильич Обломов — сын Обломова и Пшеницыной.
- Катя — горничная Ольги Ильинской.
- Ваня — сын Пшеницыной от первого брака.
- Маша — дочь Пшеницыной от первого брака.
- Акулина — кухарка в доме Пшеницыной.

## Критика
Известный критик Николай Александрович Добролюбов написал об этом романе знаменитую статью «Что такое обломовщина?», в которой описал основные идеи романа со своей точки зрения. Статья Добролюбова во времена СССР часто публиковалась в одной книге вместе с романом. Добролюбов называл «Обломова» «знамением времени».
Более разносторонне роман рассмотрен в статье «„Обломов“. Роман И. А. Гончарова» другого известного критика Александра Васильевича Дружинина.
- Нечаенко Д. А. Миф о сновиденности русской жизни в художественной интерпретации И. А. Гончарова и И. С. Тургенева («Обломов» и «Новь»).
- Нечаенко Д. А. История литературных сновидений XIX—XX веков: Фольклорные, мифологические и библейские архетипы в литературных сновидениях XIX-начала XX вв. М.: Университетская книга, 2011. Стр. 454-522. ISBN 978-5-91304-151-7.

## В культуре
Доктор искусствоведения Юлий Кремлёв утверждал в своей монографии о жизни и творчестве композитора, что Чайковский собирался создать Симфонию «Жизнь», по словам искусствоведа, — музыкальную поэму о человеческой жизни: юности, зрелости, старости и смерти под влиянием романа Ивана Гончарова «Обломов».

## Адаптации
- 1966 — Обломов — итальянский четырёхсерийный телефильм режиссёра Клаудио Фино[итал.].
- 1972 — Обломов — советский двухсерийный фильм-спектакль в постановке Московского драматического театра имени А. С. Пушкина.
- 1979 — Несколько дней из жизни И. И. Обломова — советский двухсерийный кинофильм режиссёра Никиты Михалкова по мотивам романа.

## Галерея

Памятник «Диван Обломова» (Ульяновск).
Памятный знак книге И. А. Гончарова «Обломов», в сквере его имени (Ульяновск).